# Otwartopęcherzowe
Otwartopęcherzowe, łącznicokręgie (Ostariophysi) – nadrząd ryb promieniopłetwych z infragromady Teleostei, wyróżniających się obecnością aparatu Webera oraz zdolnością wykrywania substancji alarmowych. Pod względem liczby gatunków Ostariophysi jest drugim, po kolcopłetwych, nadrzędem ryb. Obejmuje ponad 8 tysięcy gatunków, dominujących w wodach słodkich całego świata, z czego większość stanowią rodziny karpiowatych, kąsaczowatych, zbrojnikowatych i przylgowatych.

## Systematyka
Wśród ryb otwartopęcherzowych wyróżniono następujące rzędy:
- Gonorynchiformes – piaskolcokształtne
- Cypriniformes – karpiokształtne
- Characiformes – kąsaczokształtne
- Siluriformes – sumokształtne
- Gymnotiformes („strętwokształtne”)

## Cechy charakterystyczne
Do otwartopęcherzowych należą gatunki wykazujące duże zróżnicowanie. Większość z nich łączy jednak obecność aparatu Webera – kostnej struktury, powstałej z pierwszych kilku kręgów. Służy ona do przenoszenia dźwięków odbieranych i wzmacnianych przez pęcherz pławny do ucha środkowego za pomocą przekształconych żeber. Dzięki aparatowi Webera ryby otwartopęcherzowe lepiej słyszą wysokie dźwięki i mogą porozumiewać się za pomocą sygnałów dźwiękowych. Płetwy brzuszne znajdują się w położeniu brzusznym lub nie występują.

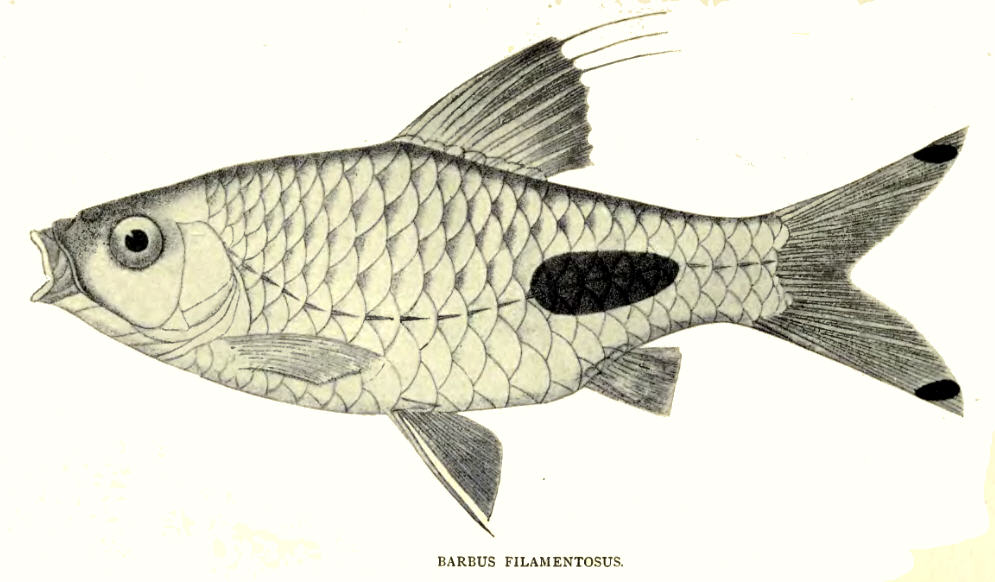
Brzanka czarnoplama (Dawkinsia filamentosus)

Ryby otwartopęcherzowe wyróżniają się zdolnością do reakcji alarmowych – posiadły zdolność wykrywania (a wiele z nich również wytwarzania) substancji alarmowych (tlenek hipoksantyny) wytwarzanych przez komórki naskórka ryb zaatakowanych przez drapieżnika lub przez same drapieżniki. Substancje te wywołują reakcje alarmowe (zwykle ucieczkę) u ryby atakowanej lub wykrywającej substancję alarmową. Jedynie gatunki żywiące się innymi Ostariophysi, m.in. piraniowate, nie reagują na substancje alarmowe – utrudniałoby to im zdobywanie pokarmu – ale mogą je wytwarzać.
W budowie czaszki nie występuje kość klinowa podstawowa oraz dermopalatinum. U wszystkich, poza Gonorynchiformes, występuje kość oczodołowo-klinowa. Większość (wyjątkiem jest rodzaj Gonorynchus) ma pęcherz pławny, zazwyczaj dwukomorowy. Pierwsza komora jest mniejsza, położona z przodu. Druga jest zwykle duża, a u niektórych otwartopęcherzowych zredukowana lub nie występuje.

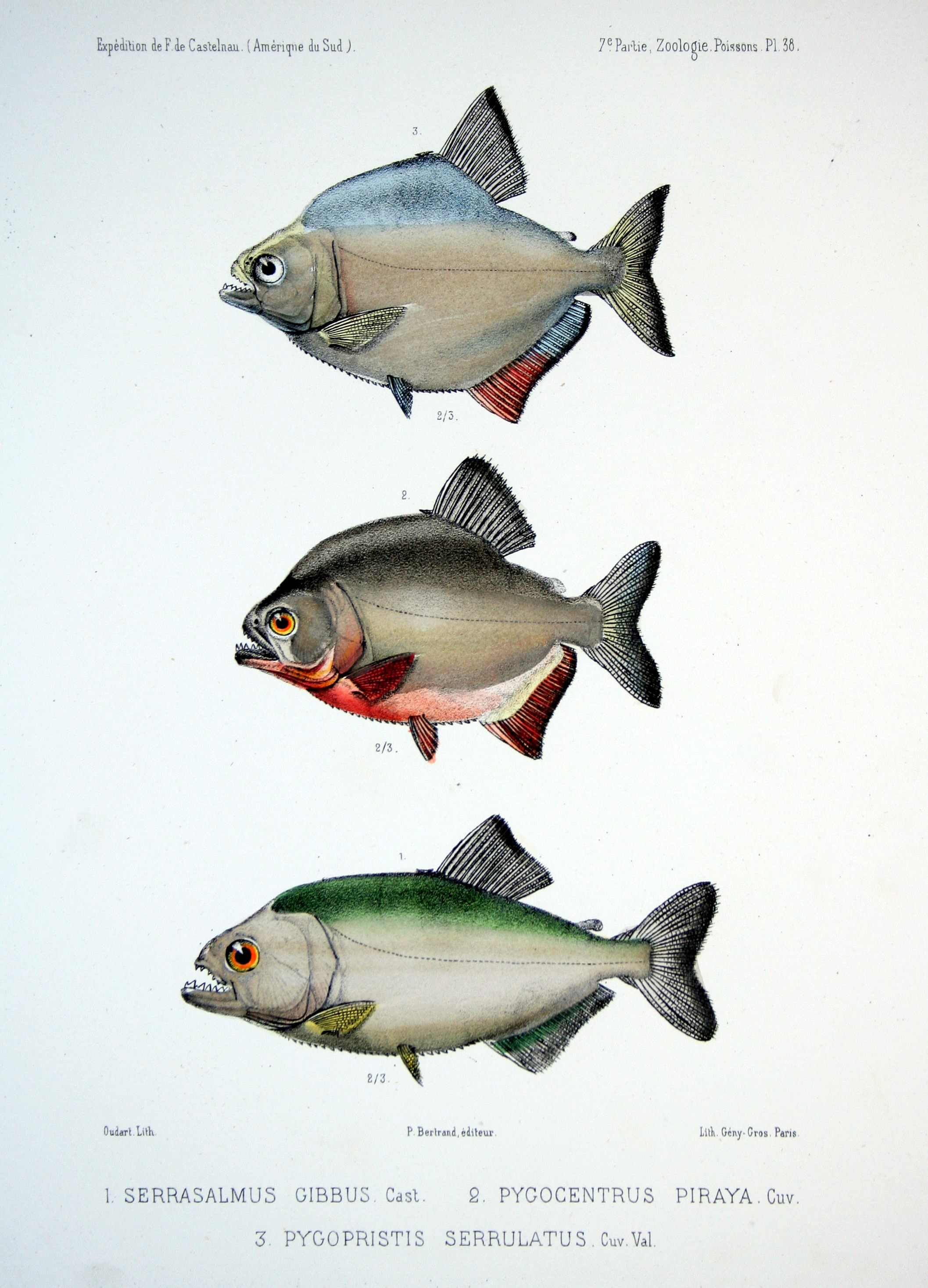
Piranie na rysunku de Castelnau, 1856

Większość otwartopęcherzowych jest pozbawiona uzębienia w szczękach: pokarm rozdrabniają za pomocą zębów gardłowych umieszczonych w gardzieli. Silne zęby szczękowe wytworzyły piraniowate. W większości pysk jest typu dolnego w postaci wysuwalnego ryjka, przystosowanego do zbierania organizmów bentosowych. U karpiokształtnych pysk jest otoczony przez jedną lub dwie pary wąsików czuciowych, które służą do wykrywania pokarmu w podłożu. Natomiast sumokształtne mają spłaszczoną głowę z szerokim pyskiem okolonymi kilkoma parami wąsików czuciowych. Część przedstawicieli tego rzędu ma ciało nagie (bez łusek), inni mają skórę pokrytą twardym pancerzem, a ich otwór gębowy stanowi rodzaj przyssawki. U niektórych sumokształtnych w płetwach piersiowych i grzbietowych tkwią ostre kolce, czasem połączone z gruczołami jadowymi. Piaskolcokształtne  mają wydłużone, spłaszczone bocznie, opływowe ciało, kąsaczokształtne mają natomiast zazwyczaj małe rozmiary i jaskrawe ubarwienie, a także ostre, osadzone w szczękach zęby. Gymnotiformes (nazywane często „strętwokształtnymi”) znacznie różnią się wyglądem od innych otwartopęcherzowych – ich ciało jest wydłużone, pozbawione płetw brzusznych, u niektórych gatunków także płetw grzbietowych i ogonowych. Mocno umięśniona jest natomiast długa, ciągła płetwa odbytowa, która stanowi główną siłę napędową organizmu. Część strętwokształtnych wykształciła narządy elektryczne.